# Rappin (Klötze)
Rappin ist ein zur Ortschaft Kunrau gehörender Ortsteil der Stadt Klötze im Altmarkkreis Salzwedel in Sachsen-Anhalt.

## Geographie
Der Ortsteil und Wohnplatz Rappin liegt drei Kilometer nördlich von Kunrau und 10 Kilometer südwestlich von Klötze in der Altmark unweit der Grenze zu Niedersachsen an einem kleinen Waldgebiet, einem Ausläufer des Steimker Holzes.

## Geschichte

### Mittelalter bis Neuzeit
Im örtlichen Sprachgebrauch sagt man heute noch Neurappin, anstatt des amtlichen Rappin.
Die erste urkundliche Nennung einer Wüstung namens Reppin stammt aus dem Jahre 1472 als dat wüste dorp Reppin. 1506 war das Dorf Reppin möglicherweise wieder besiedelt.
Christoph Entzelt berichtet 1579 von der Jeetzequelle beim Dorfe Reppin. In Akten aus dem Jahre 1598 heißt es das wuste dorff Rappin. Johann Christoph Becmann schreibt 1753: Der Jeetzenstrom entspringt theils bei Reppin, einer Gegend bei dem Dorf Konrow. Hermes und Weigelt berichten 1842 von einem 1830 angelegten Schäfereivorwerk Reppin.
Wilhelm Zahn schreibt 1909, dass später noch ein weiteres Vorwerk hinzukam. Die Orte erhielten die Namen Alt- und Neu-Rappin. Aus einer Drömlingskarte auf Basis einer alten Generalstabskarte, die Zahn 1905 veröffentlichte kann auf die Lage der Vorwerke geschlossen werden: Neu-Rappin (Neurappin) entspricht dem heutigen Rappin. Alt Rappin lag direkt östlich der jetzigen Teiche südlich von Rappin. Zahn schreibt: Die Dorfstelle [Reppin] selbst dürfte unmittelbar nördlich von dem jetzigen Vorwerke Alt-Rappin, 2 km nordwestlich von Cunrau, gelegen haben. Auf der Generalstabskarte von 1906 ist jedoch nur noch ein Forsthaus Alt Rappin eingezeichnet, das auch 1931 noch existierte. Es lag einen Kilometer südwestlich des heutigen Rappin direkt westlich der Teiche.
1986 wurde das Dorf als Ortsteil Rappin der Gemeinde Kunrau bezeichnet.

### Eingemeindungen
Mit der Eingemeindung von Kunrau nach Klötze am 1. Januar 2010 kam Rappin als Ortsteil zur Stadt Klötze.

### Einwohnerentwicklung
| Jahr | Einwohner |
| ---- | --------- |
| 1871 | 23        |
| 1885 | 23        |
| 1895 | 21        |
| 1905 | 09        |
| 2016 | 33        |

| Jahr | Einwohner |
| ---- | --------- |
| 2018 | [00]40    |
| 2020 | [00]35    |
| 2021 | [00]41    |
| 2022 | [0]42     |
| 2023 | [0]43     |

Quelle, wenn nicht angegeben, bis 1905:

## Religion
Die evangelischen Christen in Alt und Neu Rappin waren in die Kirchengemeinde Kunrau eingekircht, die zur Pfarrei Steimke gehörte. Rappin gehört damit heute zum Pfarrbereich Steimke-Kusey im Kirchenkreis Salzwedel im Bischofssprengel Magdeburg der Evangelischen Kirche in Mitteldeutschland.